# Бей аль-Махалла
Бей аль-Махалла (араб. بيه المحلّة‎, с араб. — «Бей лагеря») — титул наследника престола Тунисского Бейлика. Этот титул присваивался самому старшему члену семьи бея. Последним человеком, носившим этот титул, был Хусейн-бей, наследник престола Туниса с 1955 года и до отмены монархии в 1957 году. После момента обретения Тунисом независимости 20 марта 1956 года ему был присвоен новый титул наследного принца.